# Tampereen Pyrintö (baloncesto)
El Tampereen Pyrintö es un equipo de baloncesto finlandés con sede en la ciudad de Tampere, que compite en la Korisliiga y en la Liga Báltica (baloncesto). Disputa sus partidos en el Pyynikin palloiluhalli, con capacidad para 1000 espectadores.

## Historia
El equipo se formó en 1941 como una sección del club Tampereen Pyrintö.

## Posiciones en Liga
- 2001 (2)
- 2002 (8)
- 2003 (12)
- 2004 (9)
- 2005 (11)
- 2006 (9)
- 2007 (10)
- 2008 (8)
- 2009 (7)
- 2010 (1)
- 2011 (1)
- 2012 (3)
- 2013 (4)
- 2014 (1)
- 2015 (6)

## Palmarés
- Campeonato de Finlandia: 2010, 2011, 2014

Subcampeón: 1958, 1980, 1981, 2001
Tercero: 2009
- Copa de Finlandia: 1969, 2013

Subcampeón: 2000, 2009, 2012
- Liga Báltica: cuarto en 2014

## Números retirados
Todos los números cuelgan del techo del pabellón, pero los jugadores pueden jugar con ellos.
| Números retirados por Tampereen Pyrintö |                      |                 |          |           |
| N.º                                     | Nacionalidad         | Jugador         | Posición | Años      |
| 5                                       | Bandera de Finlandia | Arvo Jantunen   |          | 1949–1966 |
| 7                                       | Bandera de Finlandia | Olavi Ahonen    | Base     | 1960–1970 |
| 15                                      | Bandera de Finlandia | Kalevi Tuominen |          | 1952–1963 |

## Jugadores destacados
| - Heino Enden - Olavi Ahonen - Joonas Cavén - Jarmo Hakanen - Osku Heinonen - Petri Heinonen - Arvo Jantunen - Mikko Koskinen - Jarmo Laitinen - Antero Lehto - Tero Minetti - Jesse Niemi - Antti Nikkilä - Topias Palmi - Ville Pekkola - Pieti Poikola - Kalevi Tuominen - Vejas Anaya | - Uka Agbai - Kueth Duany - Brant Bailey - Reginald Bratton - Bobby Brown - J'Nathan Bullock - Omar Bynum - Nate Daniels - Damien Dantzler - Dennis Edwards - Caleb Gervin - Al Hamilton - Will Harris - Dennis Harrison - Kenneth Henderson - Chris Hester - Bryan Hopkins - David Jackson | - Ashante Johnson - Tyrone Kent - Carl Kilpatrick - Michael King - Edmund Lawrence (baloncestista) - Kelvin Lewis - Kenneth Lowe - M.C.Mazique - Albert Mouring - Kevin Parrom - Trinity Pulliam - Benjamin Raymond - Kurtis Rice - Tyrone Riley - Marlow Talley - Patrick Teagues - Delvin Thomas - Matt Timme | - LaMont Turner - Lamonte Ulmer - Rodney Walker - Eric Washington - Lynn Washington - Eric Williams - Antwine Williams - Damon Williams - James Wright - Yannick Anzuluni - Howard Frier - LaTrice Little - Shawn Myers - Asenso Ampim - Brian Clifford - J.J.Sola - Kevin Smith - Dennis Mims |